# Menno Lievers
Menno Lievers (Oosterwolde, 20 augustus 1959) is een Nederlandse oud-atleet, filosoof en redacteur van het literair tijdschrift De Revisor.

## Biografie

### Atletiekloopbaan
Als atleet richtte Lievers zich op de middellange afstanden, waarop hij zich wist te ontwikkelen tot een behoorlijk niveau. Hij nam deel aan Nederlandse kampioenschappen en drong bij die gelegenheden diverse malen door tot de finale. Eenmaal werd hij Nederlands kampioen: in 1981 wist hij tijdens de Nederlandse indoorkampioenschappen in Zwolle op de 800 m in de eindsprint favoriet Arno Körmeling nipt te verslaan.

### Docent filosofie
Menno Lievers is docent theoretische filosofie aan het departement Wijsbegeerte van de faculteit Geesteswetenschappen van de Universiteit Utrecht. Hij verzorgt onderwijs in de taalfilosofie en de filosofie van de cognitiewetenschappen. In 1997 promoveerde hij aan de Universiteit van Oxford op het proefschrift Knowledge of Meaning. Zijn filosofisch onderzoek richt zich op het verdedigen van naïef realisme.

## Nederlandse kampioenschappen
Indoor
| Onderdeel | Jaar |
| --------- | ---- |
| 800 m     | 1981 |

## Persoonlijke records
Baan
| Onderdeel      | Prestatie | Datum            | Plaats   |
| -------------- | --------- | ---------------- | -------- |
| 800 m          | 1.50,1    | 3 september 1980 | Nijmegen |
| 1000 m         | 2.23,46   | 14 juni 1983     | Lage     |
| 1500 m         | 3.46,3    | 26 juni 1981     | Merksem  |
| 3000 m         | 8.15,37   | 7 mei 1983       | Lisse    |
| 3000 m steeple | 9.17,6    | 17 april 1983    | Breda    |

## Literaire publicaties
- 1993 - De roeping van de mens is mens te zijn in Hollands Maandblad nummer 6/7, pagina 23 - 26
- 1996 - Fictie en non-fictie in Hollands Maandblad, nummer 10, pagina 33 - 36
- 1997 - Wat is lezen? Wittgenstein en het nutteloze van de filosofie in Hollands Maandblad, nummer 2, pagina 27 - 31
- 1997 - Wittgenstein in Kunst & Wetenschap, jaargang 6, nummer 3, pagina 11 - 12
- 2000 - Zeker Lezen: taalfilosofie in Wijsgerig Perspectief, zomernummer
- 2001 - 221 B Baker Street in De Revisor, nummer 2, pagina 39-47
- 2001 - Niemand minder dan Arnon Grunberg in De Revisor, nummer 4, pagina 80
- 2002 - De hardloper en de popgroep in De Revisor, nummer 2, pagina 34
- 2002 - Hoofd in De Revisor, nummer 2, pagina 36
- 2002 - Londense meisjes in De Revisor, nummer 2, pagina 52
- 2002 - Nichtje in de oven in De Revisor, nummer 2, pagina 57
- 2003 - De Verleiding van de waarheid in De Revisor, nummer 1, pagina 118-119
- 2003 - In gesprek met A.F.Th. in De Revisor, nummer 5/6, pagina 5-66 (samen met Anthony Mertens)
- 2004 - De golem in Goes in De Revisor, nummer 2, pagina 46-55
- 2004 - En de gedachten willen maar niet in iets uitmonden in De Revisor, nummer 3, pagina 83
- 2004 - Esse est percipi in De Revisor, nummer 4, pagina 89-90
- 2004 - Te zwaar te licht bevonden in De Revisor, nummer 5/6, pagina 63-72
- 2005 - Revisie in De Revisor, nummer 2, pagina 59-64
- 2009 - De val van Hippocrates [Roman]

## Wetenschappelijke publicaties
- 1990 - Een psycho-somatische fundering voor de medische ethiek? in Scripta medico-philosophica, nummer 7, pagina 31 - 50
- 1991 - With words or without words? A critical examination of the philosophy of thought, B.Phil. thesis, Universiteit van Oxford
- 1992 - The Molyneux Problem in Journal of the History of Philosophy, nummer 30, pagina 399 - 416
- 1994 - Individu, entiteit, soort: J. van Leeuwens Individuals and sortal concepts in Algemeen Nederlands Tijdschrift voor Wijsbegeerte, nummer 86, pagina 306 - 320
- 1996 - Naturalism and Morality, in J.A.M. Bransen & M. Slors (redactie), The Problematic Reality of Values (Van Gorcum, Assen), pagina 156 - 162
- 1997 - Knowledge of Meaning, D. Phil thesis, Universiteit van Oxford
- 1998 - The Molyneux Problem, in E. Craig, ed., The Routledge Encyclopedia of Philosophy (Routledge, London)
- 1998 - Two Versions of the Manifestation Argument in Synthese, nummer 115, pagina 199 - 227
- 1998 - Van buiten de cirkel, boekbespreking van H. Philipse, Heidegger's Philosophy of Being, Algemeen Nederlands Tijdschrift voor Wijsbegeerte, nummer 90, pagina 180 - 198
- 2004 - Substance and conceptual realism in European Journal of Philosophy
- 2004 - Essay review of T. Placek, Mathematical Intuitionism and Intersubjectivity, in Philosophia Mathematica
- 2004 - Essay review of Tapio Korte, Frege and his epigones in Theoria

- Bibliothèque nationale de France: cb15017033q (data)
- Gemeinsame Normdatei: 140201386
- International Standard Name Identifier: 0000 0000 8133 5419
- Library of Congress Control Number: no2010046798
- Nationale Bibliotheek van Tsjechië: mzk2005279350
- Nederlandse Thesaurus van Auteursnamen: 153154535
- Système universitaire de documentation: 190833394
- Virtual International Authority File: 54426441
- WorldCat: E39PBJwmW3rYppc8rdWYT648YP